# Венеційський купець (фільм, 2004)
«Венеційський купець» (англ. The Merchant of Venice) — екранізація однойменної п'єси Вільяма Шекспіра. Фільм не рекомендований для перегляду особами молодше 16 років.

## Сюжет
Дія фільму відбувається у Венеції, мешканці якої від природи є життєрадісними, безтурботними, щедрими людьми. Вони недолюблюють та насміхаються з іновірця-юдея Шейлока (Аль Пачіно) — похмурого, жадібного лихваря, який рахує кожну копійку. А Шейлок відповідає їм тою ж монетою. Конфлікт загострюється до того, що кровопролиття здається вже неминучим. Але тут втручається творча сила жіночого кохання, яка сміливо протистоїть чоловічим амбіціям й перемагає. Дочка Шейлока Джессіка закохується в юнака з-поміж місцевої знаті. І, попри гнів й протидію батька дівчини, закоханим урешті-решт вдається возз'єднатися.
Фільм продюсувала відома італійська та французька акторка Едвіж Фенек.

## В ролях
| Актор            | Персонаж          |
| ---------------- | ----------------- |
| Аль Пачіно       | Шейлок            |
| Джеремі Айронс   | Антоніо           |
| Джозеф Файнс     | Бассаніо          |
| Лінн Коллінз     | Порція            |
| Зулейха Робінсон | Джессіка          |
| Кріс Маршалл     | Ґраціано          |
| Чарлі Кокс       | Лоренцо           |
| Гезер Ґолденгерш | Нерісса           |
| Маккензі Крук    | Ланцелот Гоббо    |
| Джон Сешинз      | Салеріо           |
| Грегор Фішер     | Соланіо           |
| Рон Кук          | Старий Гоббо      |
| Аллан Кордунер   | Тубал             |
| Антон Роджерс    | Граф              |
| Девід Гервуд     | Принц Марокко     |
| Антоніо Джил     | Арагон            |
| Ал Вівер         | Стефано           |
| Норберт Конн     | Лікар Белларіо    |
| Марк Маєс        | Куш               |
| Пітер Ріменс     | Англійський барон |
| Бен Вішоу        | слуга             |

## Режисерське трактування
Майкл Редфорд намірено змістив акценти Шекспірівської комедії, створивши, швидше, драму. По-перше, конфлікт християнина Антоніо (Джеремі Айронс, «Лоліта») та юдея Шейлока в Шекспіра, поданий як протиборство праведного та неправедного, в фільмі подано далеко не так однозначно. Проблему релігійного та національного шовінізму поставлено в фільмі доволі гостро, й перехід Шейлока в чужу для нього віру подано як насилля над ним й трагедія (в Шекспіра це більше дар, аніж покарання).
По-друге, не менш значною, аніж головний конфлікт, зроблено лінію стосунків Антоніо та Бассаніо (Джозеф Файнс, «Ворог біля воріт», («Закоханий Шекспір»). В оригіналі родинні та дружні почуття Антоніо до Бассаніо є сюжетотворчим фактором й не більше. В фільмі Редфорда Антоніо є закоханим в свого родича та друга, при тому настільки, що готовий заплатити за його добробут ціною життя. Трагедія закоханості, нехай й небезроздільної, але й не розділеної — Бассаніо заради Антоніо готовий хіба що запропонувати гроші своєї дружини як викуп — проходить через весь фільм.
Можна також вказати на те, що слова Тубала про дочку Шейлока, Джессіку, ніби-то вона виміняла перстень своєї матері на мавпочку — суцільна брехня (в кінці фільму ми бачимо цей перстень на пальці дівчини). В п'єсі Шекспіра перевірити ці слова, звичайно, неможливо, але за законами сцени вони, швидше за все, є правдою.